# Храм Сретения Господня (Кинешма)
Храм Сретения Господня — приходской храм Кинешемской епархии Русской православной церкви в городе Кинешме Ивановской области. Пятиглавая церковь построена не позднее 1779 года в традициях допетровского зодчества. Памятник архитектуры федерального значения.

## Местоположение
Расположен на главной улице города, в дальнем от центра конце, среди четырёх-пятиэтажных жилых домов привокзального района (улица имени Ленина, дом 71А).

## История
Построен не позже 1779 года на вклады кинешемского купца и фабриканта Григория Ивановича Таланова. Два древних антиминса, хранившихся на двух придельных престолах, и надписи на некоторых иконах, позволяют датировать храм второй половиной XVIII века. Предположительно, ближе к середине XIX века была возведена колокольня, завершающаяся шпилем с самостоятельным приделом с востока, апсида которого примыкает к северо-западному углу притвора церкви. От колокольни сохранились только два нижних четверика.
В конце XIX века перестроены боковые приделы и притвор. Появились некоторые изменения в декоративном убранстве храма.

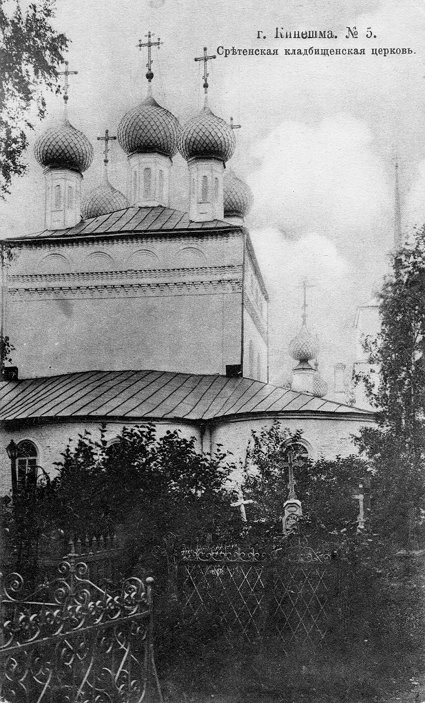
Храм и кладбище на открытке 1913 года

В издании «Краткие статистические сведения о приходских церквах Костромской епархии» 1911 года церковь упомянута как кладбищенская. В начале XX века имела каменную ограду. Кладбище располагалось внутри ограды. Церковь имела пять престолов: Сретения Господня, Введения во храм Пресвятой Богородицы, Симеона Богоприимца и Анны Пророчицы, Боголюбской иконы Божией Матери, священномученика Харлампия. Причт включал священника и псаломщика. Постоянные средства причта составляли проценты с общего причтового капитала в 11 047 рублей. Помещения для причта были церковными. Постоянные средства церкви церкви составляли проценты с капитала общего назначения в 2303 рублей 99 копеек, а также доход до 25 рублей в год от каменной часовни на городской площади, располагавшейся напротив Воскресенского храма. Имелись капиталы со специальным назначением: 100 руб. на ремонт склепа генерала Михаила Григорьева и 274 рублей на поддержание каменного флигеля при кладбище. При церкви действовало общество трезвости. Прихожан было 223 мужского пола и 250 женского пола. По характеру занятий приход был фабричным. В приходе состояло одно приходское селение — фабрика «Ветка» в 3 вёрстах от церкви. Имелось Веткинское фабричное училище.
Храм был закрыт и осквернён в 1930-е годы, в его помещении располагалась котельная. К настоящему времени храм возвращён Русской православной церкви, произведён ремонт и проводятся богослужения.

## Архитектура и интерьер
Храм выстроен из кирпича, стены побелены. Своеобразен по объемной композиции и представляет собой пример позднего использования форм и убранства XVII века.
После частичного разрушения колокольни в объёмной композиции доминирует высокий основной четверик, завершающийся четырехскатной кровлей и пятью луковичными главами на удлиненных восьмигранных глухих барабанах. Центральная апсида крупнее полукруглых придельных. Полукружие первой на востоке срезано, что создает впечатление гранёности. В местах сочленения скруглений расположены колонки. Апсида придела при колокольне по форме сближается с центральной.
Фасадное убранство характерно для середины XVII века: широкие угловые лопатки, нарядные карнизы с рядами зубчиков и пилы, кокошники, нишки. Более просты оштукатуренные барабаны глав и ниши-кокошники аттикового пояса и арочные наличники окон. Окна прямоугольные в основном объёме и арочные — в приделах.
Высокое основное пространство храма завершается сомкнутым сводом, в апсидах имеются конхи. В приделах, притворе и нижнем ярусе колокольни коробовые своды. 
Два четверика колокольни в плане близки по размеру. Нижний ярус и равный ему по высоте придел декорируют лопатки, рустованные в колокольне, и завершает ступенчатый карниз с рядом мелких сухариков. Во втором ярусе арки звона находятся в неглубоких нишах, по их сторонам расположены парные лопатки.